# Orosz Cárság
Az Orosz Cárság (oroszul: Русское царство), később Oroszországi Cárság (oroszul: Российское царство) más néven Moszkvai Cárság (oroszul: Русское царство, ’Russzkoje carsztvo’) 1547–1721 között fennálló, IV. Iván orosz cár alapította államalakulat. Fővárosa 1712-ig Moszkva, majd Szentpétervár volt, államformája abszolút monarchia, államvallása az orosz ortodox vallás. Hivatalos pénze az orosz rubel volt.
Az Orosz Cárság területe 1551 és 1700 közt évente kb. 35 000 km2-rel nőtt. Ez időszaknak része a Rurik- és a Romanov-dinasztiák közti átmenet (a zűrzavaros idők), a lengyel–litván államalakulattal, Svédországgal, az Oszmán Birodalommal való háborúk és Szibéria oroszok általi elfoglalása is.
Elődállama az 1547-ben, IV. Iván orosz cárrá koronázásával megszűnt Moszkvai Nagyfejedelemség, utódállama az 1721-ben I. (Nagy) Péter alapította Orosz Birodalom, amely a nystadi béke után egy hónappal jött létre.

## Története

### IV. Iván korai évei
A cár hatalma IV. Iván uralkodása alatt érte el csúcspontját, és ő így lett Rettegett Iván. Iván 1533-ban, háromévesen lett moszkvai nagyfejedelem. A bojárok Sujszkij és Belszkij frakciói versengtek a hatalomért, míg 1547-ben Ivánt cárrá koronázták.
1547. január 16-án IV. Ivánt orosz cárrá koronázták, ezzel a Moszkvai Nagyfejedelemséget, a Kazanyi, az Asztrahányi és a Szibériai Kánságot egyesítette az Orosz Cársággá.

### IV. Iván külügyei
A Moszkvai Nagyfejedelemség Nyugat-Európában meglehetősen ismeretlen maradt, amíg Sigismund von Herberstein 1549-ben publikálta Rerum Moscoviticarum Commentarii c. könyvét. Ez nagy kitekintést adott a ritkán látott, kevéssé jelentett államról. Az 1630-as években az Orosz Cárságba ment Adam Olearius, akinek írásait Európa minden nagyobb nyelvére lefordították.
Az angol és holland kereskedők szolgáltak további információkkal Oroszországról. Egyikük, Richard Chancellor a Fehér-tengerre hajózott 1553-ban, és továbbment Moszkvába. Angliába való visszatértekor megalapította a Moszkvai Társaságot néhány londoni kereskedővel. IV. Iván őket használta, hogy I. Erzsébettel levelezzen.

### Az opricsnyina
Az 1550-es évek végére IV. Iván idegenkedett tanácsadóitól, a kormánytól és a bojároktól. A történészek nem tudják, mitől lehetett ez. 1565-ben két részre osztotta Oroszországot: az opricsnyinára (kivételes jogokkal rendelkező terület) és a zemscsnyinára (közterület). Ennek hatására sikeresen megtörte IV. Iván a bojárok gazdasági és politikai hatalmát.

### Zűrzavaros évek
IV. Iván utódja a fia, az értelmileg visszamaradott I. Fjodor orosz cár volt. A valódi hatalom azonban Borisz Godunové volt, aki a féltestvére volt. Borisz Godunov Fjodor halálával cári rangra emelkedett.
1598-ban Fjodor örökös nélkül hunyt el, véget vetve a Rurik-dinasztiának. Borisz Godunov összehívta a bojárok, egyházi vezetők és közemberek nagygyűlését, a Zemszkij Szobort, mely cárnak kiáltotta ki, bár egyes bojárok nem fogadták el ezt. A nagy területeket érintő alacsony terméshozamok miatt kitört az 1601–1603-as orosz éhínség, az ezt követő elégedetlenség alatt egy ember magát Dmitrij Ivanovics cárevicsnek, IV. Iván 1591-ben elhunyt fiának tekintette. I. Ál-Dmitrij népszerűsége Lengyelországban nőtt, és Moszkváig ment egyre több bojár és más rétegből származó követővel. Több történész szerint Godunov ezt megakadályozhatta volna, ha nem halt volna meg 1605-ben. Így I. Ál-Dmitrij Moszkvába ment, és abban az évben cárrá koronázták II. Fjodor, Godunov fia megölése után.

### A Romanovok
Az új dinasztia célja a rend helyreállítása volt. Oroszország ellenségei, Lengyel- és Svédország egymással konfliktusba kerültek, ami lehetőséget adott Oroszországnak, hogy békét kössön Svédországgal 1617-ben.
Az első Romanovok gyenge kezű uralkodók voltak. I. Mihály orosz cár uralkodása alatt az államügyeket a cár apja, Filarjet irányította, aki 1619-ben moszkvai pátriárka lett. Később Mihály fia, Alekszej orosz cár egy bojárra, Borisz Morozovra alapozta kormánya működését, aki kihasználta a népét, és 1648-ban lemondatta.

### Az 1649-es törvénykönyv
Az autokrácia túlélte a zűrzavaros időket és a gyenge kezű és a korrupt cárok uralmát az erős központi hatalom miatt. A kormány funkcionáriusai szolgálatukat az uralkodó legitimitásától függetlenül folytatták. A XVII. században a bürokrácia drámai mértékben megnőtt: pl. a prikazok száma az 1613-as huszonkettőről a század közepére nyolcvanra duzzadt. A kormány a tartományi kormányzók által képes volt minden társadalmi csoportot, valamint a kereskedelmet, a gyártást és az ortodox egyházat is irányítani.
A Szobornoje Ulozsenyije – ami egy 1649-es összefoglaló törvénykönyv – megmutatja az állam irányítását az orosz társadalom felett. Ekkorra a bojárok nagyrészt egyesültek az új elittel, ami az államot szolgálta, így kialakítva az új nemességét, a dvorjansztvót. Az állam a régi és az új nemességtől egyaránt szolgálatot követelt, különösen katonait a déli és a nyugati határokon levő örökös háborúk és a nomád támadások miatt. Cserébe a nemesség földet és parasztságot kapott. A megelőző században az állam fokozatosan csökkentette a parasztok egyik földesúrtól a másikhoz való költözéshez való jogait, az 1649-es törvénykönyv hivatalosan is röghöz kötötte őket.

## Hódítások

### Sztyeppék
1648-ban a Zaporozsjei Had hetmanja, Bohdan Hmelnyickij felajánlotta, hogy szövetkezzen I. Alekszej orosz cárral. Alekszej elfogadta az ajánlatot az 1654-es perejaszlavi szerződésben, ami az 1654–1667-es orosz-lengyel háborúhoz vezetett.

### Szibéria
Oroszország kelet felé történő terjeszkedése kevés akadályba ütközött. 1581-ben a szőrmekereskedelemben érdekelt Sztroganov család egy kozák vezetőt, Jermak Tyimofejevicset alkalmazta, hogy Nyugat-Szibériába menjen. Jermak legyőzte a Szibériai Kánságot, és Oroszországhoz csatolta az Ob és Irtis folyóktól nyugatra lévő területeket.
Kereskedők és felfedezők mentek keletre az Obtól eleinte a Jenyiszejig, majd a Lénáig és végül a Csendes-óceán partvidékéig. 1648-ban Szemjon Dezsnyov áthajózott a Bering-szoroson.
A Csing-dinasztiával való konfliktusa után Oroszország 1689-ben békét kötött Kínával. A nyercsinszki szerződésben Oroszország lemondott az Amur-völgyről, de a Bajkál-tótól keletre lévő területeket és a Peking felé vezető kereskedelmi utat megszerezte.

## A raszkol
Oroszország délnyugati terjeszkedése váratlan következményekkel járt. A legtöbb kis-oroszországi lakos ortodox volt, de a római katolikus lengyelekkel való közeli kapcsolataik nyugati szellemiséget jelentettek számukra. A kijevi kozák akadémián keresztül Oroszország kapcsolatai erősödtek a lengyel és közép-európai befolyásos emberekkel és a szélesebb ortodox világgal. Noha a zaporozsjei kozák kapocs kreativitást jelentett sok helyütt, mégis gyengítette az orosz vallásgyakorlatot és kultúrát. Az orosz ortodox egyház észrevette, hogy Konstantinápolytól való elszigetelődése eltéréseket okozott a gyakorlataiban és a liturgikus könyveiben.
Nyikon moszkvai pátriárkát kérték fel arra, hogy az orosz szövegeket és gyakorlatokat újra összhangba hozzák a korabeli görögökkel. De Nyikon javításait sok orosz idegen beavatkozásnak nézte. Mikor az ortodox egyház Nyikon reformjait kikényszerítette, egyházszakadás következett be 1667-ben. Akik nem fogadták el a változtatásokat, azokat óhitűeknek nevezték, eretneknek kiáltották ki.

## Fordítás
- Ez a szócikk részben vagy egészben  a   Tsardom of Russia című angol Wikipédia-szócikk fordításán alapul.  Az eredeti cikk szerkesztőit annak laptörténete sorolja fel. Ez a jelzés csupán a megfogalmazás eredetét és a szerzői jogokat jelzi, nem szolgál a cikkben szereplő információk forrásmegjelöléseként.